# Gnash
Gnash (förkortning för GNU Flash) är en fri spelare för flash-animationer som strävar efter att vara helt kompatibelt med Adobe Flash. För att visa Flash-grafik i en webbläsare krävs ett insticksprogram som Adobe Flash Player eller Gnash. Gnash klarar att visa video på webbplatser som t.ex. Youtube och Lulu TV och finns för operativsystem såsom Linux, Windows, Mac OS och BeOS. 
Programmet är ett av de få alternativen för flash, för de som vill använda ett operativsystem med endast fri mjukvara. Gnash har därför inkorporerats som en del i GNU-projektet, som vill skapa att komplett operativsystem med endast fri mjukvara. Gnash ingår som ett av GNU:s högprioriterade projekt, tillsammans med 12 andra projekt.
Gnash är löst baserat på GameSWF och är skrivet i programmeringsspråket C++. Det använder sig till stor del av biblioteket boost för att förenkla mjukvaru-utvecklingen.
Ett problem för projektet är svårigheten att hitta utvecklare. De nuvarande utvecklarna har aldrig installerat Adobe:s flashspelare, eftersom de befarar att alla som någon gång har installerat Adobe Flash Player samtidigt har accepterat ett avtal att inte utveckla en konkurrerande flash-spelare. Därför har Gnash-projektet bara 4-5 aktiva utvecklare.
Gnash 0.8.8 har GPU-stöd.
Gnash finns tillgängligt för många arkitekturer inklusive x86, AMD64, MIPS/IRIX, and PowerPC. Gnash stödjer även BSD-baserade operativsystem. RISC OS, BeOS, AmigaOS, Haiku porteringar existerar.

### Fotnoter
1. ↑  ”Gnash - GNU project - Free Software Foundation(FSF)” (på engelska). http://www.gnu.org/software/gnash/#maintainer. Läst 26 maj 2008.
2. ↑  ”Gnash 0.8.9 Released” (på engelska). Arkiverad från originalet den 23 mars 2011. https://web.archive.org/web/20110323141353/http://www.gnashdev.org/?q=node%2F78. Läst 3 augusti 2010.
3. ↑  ”Gnash plays Youtube, Lulu TV” (på engelska). Arkiverad från originalet den 10 april 2008. https://web.archive.org/web/20080410135839/http://www.gnashdev.org/?q=node%2F33. Läst 25 maj 2008.
4. ↑  ”BuildMatrix - Gnash Project Wiki” (på engelska). Arkiverad från originalet den 25 maj 2012. http://archive.is/2012.05.25-194123/http://wiki.gnashdev.org/w/index.php?title=BuildMatrix&oldid=3734. Läst 26 maj 2008.
5. ↑  ”High Priority Free Software Projects - Free Software Foundation” (på engelska). Arkiverad från originalet den 10 augusti 2007. https://web.archive.org/web/20070810230457/http://www.fsf.org/campaigns/priority.html. Läst 26 december 2008.
6. ↑  ”Gnash FAQ Why do you use C++ instead of C?” (på engelska). Arkiverad från originalet den 17 juni 2008. https://web.archive.org/web/20080617233546/http://www.gnashdev.org/?q=node%2F25#c++. Läst 26 maj 2008.
7. ↑  ”Gnash FAQ Why do you use the Boost libraries?” (på engelska). Arkiverad från originalet den 17 juni 2008. https://web.archive.org/web/20080617233546/http://www.gnashdev.org/?q=node%2F25#boost. Läst 26 maj 2008.
8. ↑  ”Gnash FAQ - How do Gnash developers work with the Adobe/Macromedia EULA?” (på engelska). Arkiverad från originalet den 17 juni 2008. https://web.archive.org/web/20080617233546/http://www.gnashdev.org/?q=node%2F25#eula. Läst 14 juli 2008.
9. ↑  ”Youtube - UDS Prague (Intrepid Ibex) - Rob Savoye” (på engelska). http://www.youtube.com/watch?v=zoNvsiBTQDE. Läst 25 maj 2008.
10. ↑  ”Gnash 0.8.8 Released with GPU support”. Arkiverad från originalet den 1 december 2010. https://web.archive.org/web/20101201072954/http://u8untu.blogetery.com/2010/08/23/gnash-0-8-8-released/. Läst 3 november 2010.

### Webbresurser
- Gnash:s officiella webbplats (engelska)